# Mimosa savokaea
Mimosa savokaea är en ärtväxtart som beskrevs av Villiers. Mimosa savokaea ingår i släktet mimosor, och familjen ärtväxter. IUCN kategoriserar arten globalt som livskraftig. Inga underarter finns listade i Catalogue of Life.